# Henning Berg
Henning Stille Berg (* 1. září 1969, Eidsvoll, Norsko) je bývalý norský fotbalový obránce a současný fotbalový trenér. V norské fotbalové reprezentaci dosáhl mety 100 absolvovaných zápasů, vstřelil v nich 9 gólů.
Po sezóně 1999/2000 se stal prvním hráčem, který dokázal vyhrát Premier League se dvěma různými kluby, Blackburnem Rovers a Manchesterem United.

## Reprezentační kariéra
V A-týmu Norska zažil debut 13. května 1992 v domácím utkání v Oslo s Faerskými ostrovy. Byla to vítězná premiéra, Norsko porazilo svého soupeře 2:0. Celkem odehrál v letech 1992–2004 za norský národní tým rovných sto zápasů a vstřelil 9 gólů.
Zúčastnil se Mistrovství světa 1994 v USA, Mistrovství světa 1998 ve Francii a Mistrovství Evropy 2000 v Nizozemsku a Belgii.

## Trenérská kariéra
Během své trenérské dráhy působil v klubech FK Lyn, Lillestrøm SK (oba Norsko), Blackburn Rovers (Anglie), Legia Warszawa (Polsko) a Videoton FC (Maďarsko).